# Мускус

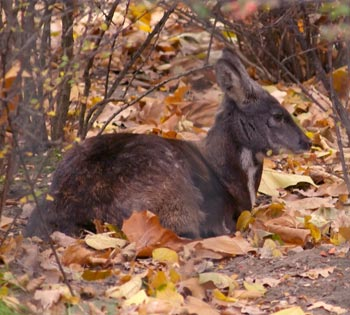
Moschus moschiferus (кабарга)

Мускус (латинское, единственное число muscus) — сильно пахнущее вещество, вырабатываемое железами некоторых животных (кабарги, ондатры, мускусной утки) или получаемое из некоторых растений и применяемое в парфюмерии (облагораживающее и фиксирующее действие). В целом исторически слово «мускус» относится исключительно к мускусу, полученному из кабарги. Альтернативные животные мускусы включают мускус ондатры, мускусной утки, мускусной землеройки, мускусной рыси и некоторых видов крокодилов. Однако в парфюмерии и медицине коммерческое значение имеет только мускус кабарги, поскольку этот вид оленя производит наибольший объем ароматического вещества и обладает самым сильным запахом. Внешне мускус кабарги представляет собой зернистую ароматную пасту красновато-коричневого цвета (мускусные зерна), образующуюся внутри мускусной железы самца кабарги. .
Животный мускус — продукт выделения мускусных желёз; играет роль химического сигнала для мечения территории, привлечения особей другого пола и т. п., служит для смазки шерсти.

## Аромат мускуса кабарги
В мире мало других природных материалов, обладающих столь сложным ароматом, как мускус кабарги. Мускус кабарги можно охарактеризовать как землистый, теплый, сладкий, пудровый, шоколадный, фекальный, аммиачный, несвежий, древесный, жирный, влажный, потный, кожаный, пыльный, включая интимные нюансы и так далее. Ситуация еще больше усложняется тем фактом, что мало кто имеет доступ к натуральному подлинному мускусу кабарги — напротив, большинство людей имеют дело только с имитациями и могут ощутить лишь какой-то отдельный ароматический аспект оленьего мускуса, воссозданный с помощью синтетических молекул или растительных мускусов .

## Получение мускуса кабарги
Как получали мускус в XV веке, записал Афанасий Никитин: «У оленей домашних режут пупки — в них мускус родится, а дикие олени пупки роняют по полю и по лесу, но запах они теряют, да и мускус тот несвежий бывает».
В XIX веке мускус в России был статьёй экспорта: его брали у выхухоли, когда шкурки зверьков отправляли во Францию, на парфюмерные нужды. До сих пор парфюмерные продукты на натуральных основах, в частности — мускусе — по цене в десятки раз превосходят ароматы на синтетических основах.
Ни на Аравийском полуострове, ни вокруг него в радиусе свыше 6 000 километров кабарга не водится. 
В середине XX века (1950-х) правительство Китая организовало создание первых ферм по содержанию кабарги для забора мускуса. В 1958 году такие фермы были организованы в провинции Сычуань (ферма Дуцзянъянь, ферма Баркам, ферма Кандин), а так же в провинции Аньхой (ферма Фузилинг) и провинции Шанхай (ферма Чжэньпин). До 1980 года выживаемость кабарги на фермах была очень низкой и приходилось постоянно отлавливать дикую кабаргу, чтобы восполнять популяцию животных на фермах. Во время извлечения мускуса один оператор вручную удерживает выбранного самца оленя, а другой вставляет лопатку в его мускусную железу через внешнее отверстие, чтобы извлечь мускус в герметичный контейнер, который защищает его от сырости и плесени. После завершения экстракции отверстие мускусной железы обрабатывают кремом с антибиотиком. Вся процедура должна занять не более 5 минут. Первоначально практику необходимо проводить под наркозом, поскольку кабарга подвержена стрессу, даже в случае достаточного приручения. Сообщалось, что экстракция мускуса не препятствует и не вредит росту, размножению или здоровью животных, но никакие сравнительные исследования не подтверждают этот вывод напрямую. Кроме того, несмотря на малую травматичность современных способов забора мускуса у кабарги, отмечалась гибель животных на некоторых фермах. В настоящее время производство мускуса от кабарги, содержащейся на ферме, очень низкое и не соответствует высоким затратам на содержание ферм, но если получится улучшить системы управления и увеличить производство мускуса, разведение кабарги станет экономически жизнеспособным.

## Мускус растительного происхождения
Химики и натуралисты научились добывать растительный мускус, который производится из семян амбретты и гальбанума, менее резкий и возбуждающий, сохраняя при этом главное качество, которое ценилось в животном мускусе — теплоту и мягкость запаха. 
В Древнем Египте изготавливался египетский мускус из растительных экстрактов: семян амбретты, ладана, мирры, сосновой смолы, мастики, красного вина, меда, масел пачули и розы. В наши дни египетский мускус в основном синтетического происхождения.
Масло нарда, так же известного как мускусный корень, используется в качестве растительного мускуса. Аромат масла нарда тёплый, сладковатый и глубокий, с мускусными, травянистыми, землистыми, валериановыми лекарственными нотами.
Эфирное масло сандала белого используется в качестве растительного мускуса. Аромат сандалового масла описывается как сладковато-древесный маслянистый ненавязчивый, но стойкий, иногда с пряностью, мускусными, ореховыми, смолистыми или цитрусовыми оттенками. Сандаловое масло считается хорошим закрепителем ароматов.
Эфирное масло агарового дерева (масло уд), так же используется как растительный аналог мускуса, аромат сложный глубокий древесный, животный, цветочный/фруктовый .

## Искусственный мускус. Синтез. Цветные мускусы
В XX столетии были выделены и исследованы вещества — носители мускусного запаха. Было установлено строение этих веществ и разработан их синтез.
Кроме синтетических аналогов естественных мускусов, были синтезированы не встречающиеся в природе вещества с мускусным запахом.
Синтетические мускусы делят по их химической структуре на: нитромускусы, полициклические мускусы и макроциклические мускусы. Нитромускусы были запрещены во многих странах из-за их токсичности и возможного канцерогенного эффекта.
Исследованиями веществ, обладающих мускусным запахом, занимались А. Е. Чичибабин, Л. Ружичка и другие химики.
Особая разновидность синтетического мускуса — это так называемые цветные мускусы: белый мускус, красный мускус, черный мускус, зеленый мускус, розовый мускус, а так же современный египетский мускус, которые популярны в арабских странах. Белый мускус химически представляет собой синтезированные полициклические и макроциклические мускусные соединения. Белый мускус был разработан в первую очередь для ароматизации стиральных порошков из-за его аромата ассоциирующегося со свежестью и чистотой и впоследствии были созданы многочисленные версии, которые применяются как духи. В настоящее время белый мускус чаще применяется в парфюмерных композициях, предназначенных для повседневного использования. Белый мускус часто называют мускусом Тахара, мускусом тела или мускусом джизма (джизм означает «тело»). Аромат белого мускуса чрезвычайно популярен во время Курбан-байрама, когда пресованные белые кубики мускуса и парфюм раздают посетителям дома. Здесь белый цвет символизирует чистоту, непорочность и смывание телесных грехов.
Вопреки расхожему мнению, белый мускус называется так не столько из-за своего белого цвета, а скорее из-за более чистого и свежего аромата, сравнимого с запахом чистой кожи. Поскольку все цветные мускусы являются синтетическими, единственное реальное различие между ними заключается в выборе красителей, специй и других ароматических веществ, которые парфюмеры добавляют в каждый вид мускуса для изменения профиля аромата. Цвета в основном предназначены для того, чтобы передать покупателю впечатление о его неотъемлемом «характере» мускуса: белый — чистота, красный — страсть, черный — мужественность.
Красный мускус обычно имеет глубокий ржаво-красный цвет и часто содержит шафран, корицу или гвоздику, чтобы соответствовать пряно-красному образу масла. Красный мускус — это не особый вариант натурального мускуса, а просто маркетинговая вариация синтетического мускуса. Его красный цвет символизирует для покупателя то же самое, что и красная губная помада и автомобили, красный цвет имеет тенденцию означать пряный, экзотический или сексуальный.
Черный мускус обычно пытается имитировать животный аромат как у натурального мускуса кабарги. Хороший черный мускус представляет собой смесь различных синтетических мускусов и натуральных компонентов таких как масло пачули, костуса, семян амбретты. Но чаще всего на рынке встречаются чисто синтетические варианты черного мускуса. Особую популярность чёрный мускус получил на Ближнем Востоке, где он является самым популярным мужским ароматом. Аромат — резкий, терпкий, стойкий. Чаще всего ноту мускуса можно встретить в цветочных, шипровых, восточных и древесных композициях. Стоимость ароматов с мускусом обычно несколько выше среднестатистических вариантов, что связано с затратной добычей и сложным процессом производства данного вещества.